# Sam Dejonghe
Sam Dejonghe, (ur. 2 września 1991 w Essen) – belgijski kierowca wyścigowy.

## Kariera

### Formuła Renault 2.0
Dejonghe rozpoczął karierę w wyścigach samochodowych w 2010 roku od startów w Północnoeuropejskim Pucharze Formuły Renault 2.0. Nigdy nie stawał na podium. Z dorobkiem 223 punktów uplasował się tam na piątej pozycji w klasyfikacji generalnej. 

### European F3 Open
W 2011 roku Belg rozpoczął starty w European F3 Open z brytyjską ekipą Team West-Tec. W pierwszym sezonie startów dwukrotnie stawał na podium. Uzbierane 28 punktów dało mu czternastą pozycję w końcowej klasyfikacji kierowców. W tym samym roku został wicemistrzem klasy Championship Cup. Rok później odniósł swoje pierwsze zwycięstwo w tej serii. Poza tym czterokrotnie stawał na podium. Został sklasyfikowany na piątym miejscu.

### Auto GP World Series
Na sezon 2014 Dejonghe podpisał kontrakt z brytyjską ekipą Virtuosi Racing na starty w Auto GP World Series. Wystartował łącznie w dziesięciu wyścigach, w ciągu których raz stanął na podium. Uzbierał łącznie 41 punktów. Dało mu to dziesiąte miejsce w końcowej klasyfikacji kierowców.

## Statystyki
| Sezon     | Seria                                         | Zespół              | Wyścigi | Zwycięstwa | PP | NO | Podium | Punkty | Pozycja |
| --------- | --------------------------------------------- | ------------------- | ------- | ---------- | -- | -- | ------ | ------ | ------- |
| 2010      | Północnoeuropejski Puchar Formuły Renault 2.0 | Astromega           | 19      | 0          | 0  | 0  | 0      | 223    | 5       |
| 2011      | European F3 Open                              | Motul Team West-Tec | 16      | 0          | 0  | 0  | 2      | 28     | 14      |
| 2011      | European F3 Open - Championship Cup           | Motul Team West-Tec |         |            |    |    |        | 118    | 2       |
| 2012      | European F3 Open                              | Team West-Tec F3    | 14      | 1          | 0  | 1  | 4      | 159    | 5       |
| 2012/2013 | MRF Challenge - Formula 2000                  |                     | 8       | 0          | 0  | 1  | 2      | 77     | 6       |
| 2013/2014 | MRF Challenge - Formula 2000                  |                     | 13      | 2          | 0  | 0  | 6      | 83     | 4       |
| 2014      | Auto GP World Series                          | Virtuosi UK         | 6       | 0          | 0  | 0  | 1      | 41     | 10      |